# Zdeněk Grygera
Zdeněk Grygera (ur. 14 maja 1980 w Přílepach) – były czeski piłkarz, grający na pozycji prawego obrońcy, były reprezentant kraju.

## Kariera klubowa
Zdeněk Grygera zaczynał karierę w sezonie 1997/98 w Tescomie Zlín. Po roku przeniósł się do FK Drnovice, gdzie zakotwiczył na kolejne dwa lata. Jego następnym klubem był najsilniejszy zespół ligi czeskiej – Sparta Praga, w której grał do 2003 r. Swoimi dobrymi występami zwrócił uwagę działaczy Ajaksu Amsterdam, którzy zdecydowali się wydać pieniądze na 23-letniego wówczas piłkarza. W 2004 r. zdobył mistrzostwo Holandii, a w 2006 r. i 2007 r. krajowy puchar. Od sezonu 2007/08 przez cztery lata grał w Juventusie Turyn, do którego przeszedł bez odstępnego. 30 sierpnia 2011 podpisał kontrakt z londyńskim Fulham F.C., a zadebiutował w jego barwach 15 września 2011 w spotkaniu Ligi Europy przeciwko FC Twente. 6 listopada 2011 w meczu ligowym przeciwko Tottenham Hotspur zerwał więzadło krzyżowe, co wyłączyło go z gry do końca sezonu.

## Kariera reprezentacyjna
Grygera był podporą seniroskiej reprezentacji Czech, w której zadebiutował w 2001 r. Walnie przyczynił się do wywalczenia brązowego medalu podczas Euro 2004, wystąpił również na mistrzostwach świata 2006. W kadrze wystąpił w 65 meczach, strzelając 2 bramki.